# Frankrikes Grand Prix 1952
Frankrikes Grand Prix 1952 var det fjärde av åtta lopp ingående i formel 1-VM 1952. Detta var det första F1-loppet som kördes på Rouen-les-Essarts. 

## Resultat
- 1 Alberto Ascari, Ferrari, 8+1 poäng
- 2 Nino Farina, Ferrari, 6
- 3 Piero Taruffi, Ferrari, 4
- 4 Robert Manzon, Gordini, 3
- 5 Maurice Trintignant, Gordini (Simca-Gordini-Gordini), 2
- 6 Peter Collins, HWM-Alta
- 7 Jean Behra, Gordini
- 8 Philippe Étancelin, Escuderia Bandeirantes (Maserati)
- 9 Lance Macklin, HWM-Alta
- 10 Yves Giraud-Cabantous, HWM-Alta
- 11 Rudi Fischer, Ecurie Espadon (Ferrari)[1]
- = Peter Hirt, Ecurie Espadon (Ferrari)[1]
- 12 Franco Comotti, Scuderia Marzotto (Ferrari)

### Förare som bröt loppet
- Prince Bira, Gordini (varv 56, drivaxel)
- Mike Hawthorn, Archie Bryde (Cooper-Bristol) (51, tändning)
- Emmanuel de Graffenried, Enrico Platé (Maserati-Platé)[2]
- Harry Schell, Enrico Platé (Maserati-Platé)[2] (34, bromsar)
- Peter Whitehead, Peter Whitehead (Alta) (17, koppling)
- Louis Rosier, Ecurie Rosier (Ferrari) (17, motor)
- Johnny Claes, Ecurie Belge (Simca-Gordini-Gordini) (15, motor)
- Harry Schell, Enrico Platé (Maserati-Platé)[3] (7, växellåda)
- Piero Carini, Scuderia Marzotto (Ferrari) (2, motor)